# Simone van de Kraats
Simone van de Kraats   (Barneveld, 15 de novembre de 2000) és una jugadora de waterpolo neerlandesa. Va competir als Jocs Olímpics d'Estiu de 2020 i es va convertir en la màxima golejadora del torneig amb 28 gols en 7 partits. Més endavant, va ser campiona del món (2023) i d'Europa (2024) amb la seva selecció.
Va jugar al Centre Natació Mataró durant tres temporades fins al 2024 que de fitxar pel Club Natació Sabadell.